# Lars-Pele Berthelsen
Lars-Pele Berthelsen (* 20. September 1949 in Qeqertarsuaq) ist ein grönländischer Pastor, Lehrer, Kommunalpolitiker, Richter und Schriftsteller.

## Leben
Lars-Pele Berthelsen wurde in Qeqertarsuaq geboren und wuchs dort auf. Seine Eltern waren der Buchdrucker und Landesrat Hans Egede Berthelsen (1918–1999) und seine Frau Kathrine Danielsen († 1997). Sein älterer Halbbruder war der Politiker Knud Sørensen (1934–2009). Er heiratete am 29. August 1971 die Dolmetscherin Magdaline Heilmann (* 1952).
Lars-Pele Berthelsen arbeitete wie sein Vater von 1963 bis 1968 als Buchdrucker, schloss aber 1976 ein Lehrerstudium ab und war daraufhin bis 1983 als Lehrer tätig. Bei der Kommunalwahl 1983 wurde er für die Siumut zum Bürgermeister der Gemeinde Qeqertarsuaq gewählt. 1985 gab er das Amt ab, um sich zum Pastor ausbilden zu lassen, blieb aber bis 1989 im Gemeinderat. Am 21. Juli 1987 wurde er in Nuuk ordiniert und daraufhin zum Pastor seiner Heimatstadt ernannt. Von 1990 bis 1992 war er Vorsitzender der grönländischen Pastorenvereinigung. 1993 wurde er nach vierjähriger Pause erneut in den Gemeinderat gewählt. 1996 trat er als Pastor zurück und wurde wieder Lehrer in Nuuk. 1998 wurde er zum Pastor in Qasigiannguit ernannt und zudem wieder Vorsitzender der Pastorenvereinigung. Er war viele Jahre als Richter tätig, darunter ab 1992 als Kreisrichter in Qeqertarsuaq. Außerdem war er ab 1995 Direktor des Tourismusunternehmens Sermersuaq Touring.
Lars-Pele Berthelsen, der in seinen jungen Jahren als Musiker bekannt war und zwei Kassetten veröffentlichte, schrieb auch ein Skilehrbuch. 2011 veröffentlichte das Buch Kaassalimik oqaluttuaq über ein Mädchen aus Kangerluk, das von europäischen Walfängern gekidnappt wird und wenig später ein blondes Kind gebiert. Für das Buch wurde er 2012 mit dem Kinder- und Jugendliteraturpreis des Westnordischen Rats ausgezeichnet, womit er der erste und bisher einzige Preisträger aus Grönland ist.